# Coquille d'œuf

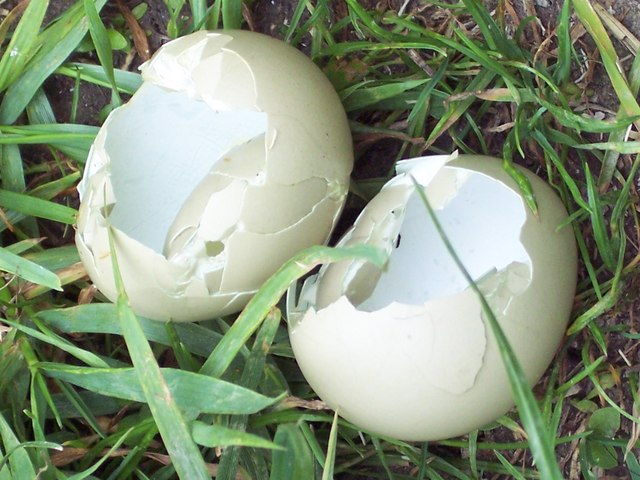
Coquilles vides d'œufs de faisan.

Une coquille d'œuf est une enveloppe minéralisée externe plus ou moins résistante recouvrant les œufs amniotiques. Sécrétée par la glande coquillière de l'oviducte, elle est composée de carbonates et de phosphates de calcium et de magnésium. Elle permet les échanges gazeux respiratoires à travers ses pores, mais limite la pénétration des microbes tout en augmentant la résistance aux chocs et à l'écrasement. Elle est également une source de minéraux pour le futur squelette de l'embryon.
L'expression coquille d'œuf désigne aussi une couleur, généralement un beige rosé pâle.

## Coquille d'œuf d'oiseau

### Œuf de poule

Anatomie de la coquille d'œuf de poule.

Dans le cas de l'œuf de poule, elle est constituée à 95,1 % d'éléments minéraux, notamment de carbonate de calcium sous forme de calcite cristallisée ou amorphe, mais aussi 3,3 % de protéines qui constituent la trame initiale de la coquille et de 1,6 % d'eau. Sa coquille a de 7 000 à 15 000 pores (soit une densité de 70 à 200 par centimètre carré, formant des entonnoirs de 10 µm de large dans leur partie la plus étroite, obturés en surface par des bouchons de cuticule) et est divisée en six couches (Wilhelm von Nathusius (de) est le premier au XIXe siècle à décrire cette structure) : au plus près du blanc, deux membranes coquillières constituées de fibres de structure proche du collagène, la membrane interne faisant 20 µm d'épaisseur et la biominéralisation étant commencée au niveau de la membrane externe de 50 µm d'épaisseur ; par-dessus la couche mamillaire de 70 µm d’épaisseur, est constituée à la base de noyaux mamillaires qui commencent la minéralisation de cristaux de carbonate de calcium en forme de cônes (cette structure de croissance radiaire étant appelée mamilla) ; une couche palissadique de 200 µm d’épaisseur très compacte résultant de la fusion des cônes adjacents ; une monocouche de cristaux de calcite verticaux de 10 µm d'épaisseur ; la cuticule de 10 µm d'épaisseur, composée principalement de matière organique et de pigments responsables de la teinte de l'œuf.

## Coquille d'œuf d'autre règne
Les coquilles d'œufs de reptiles contiennent généralement moins d'éléments minéraux, au point que certaines restent souples.
Ce terme désigne aussi le chorion de l'œuf de l'insecte.

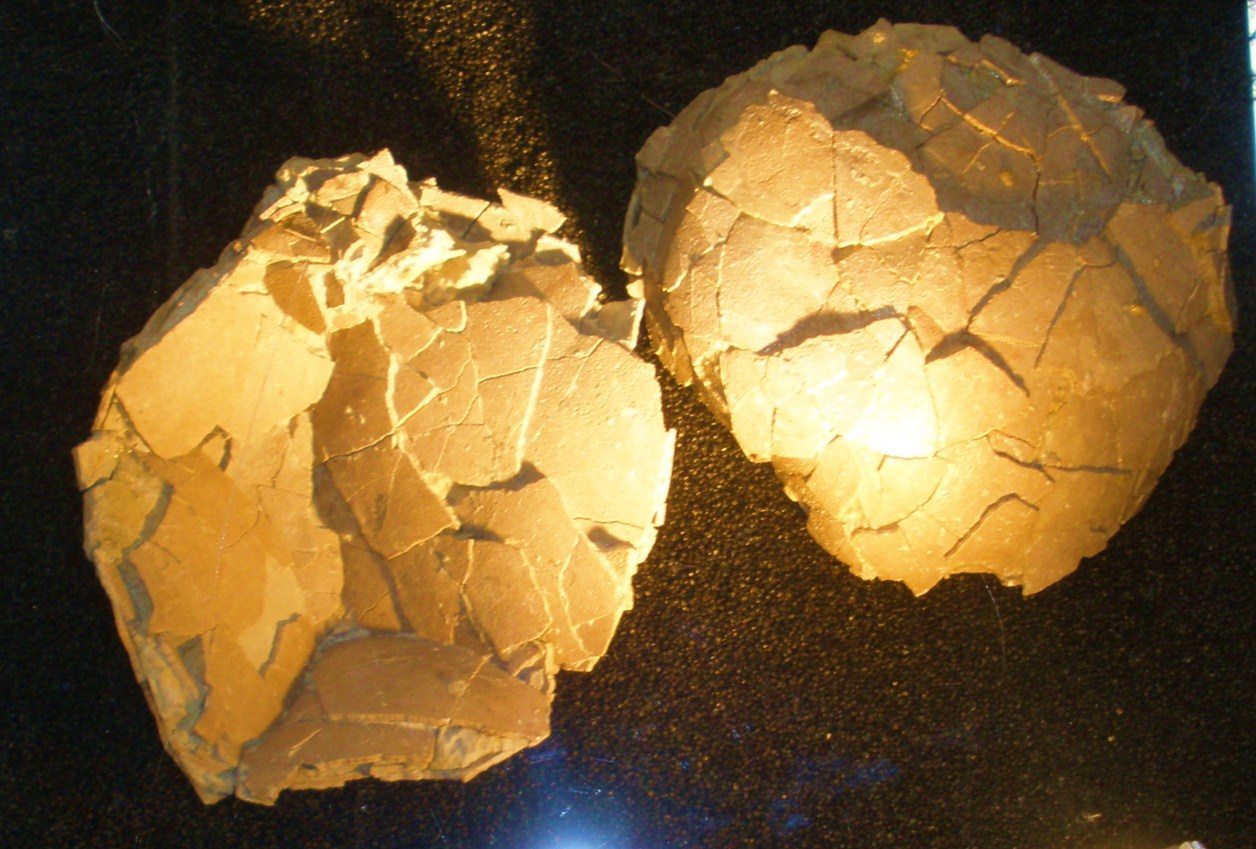
Coquille fossilisée d'œuf de dinosaure.
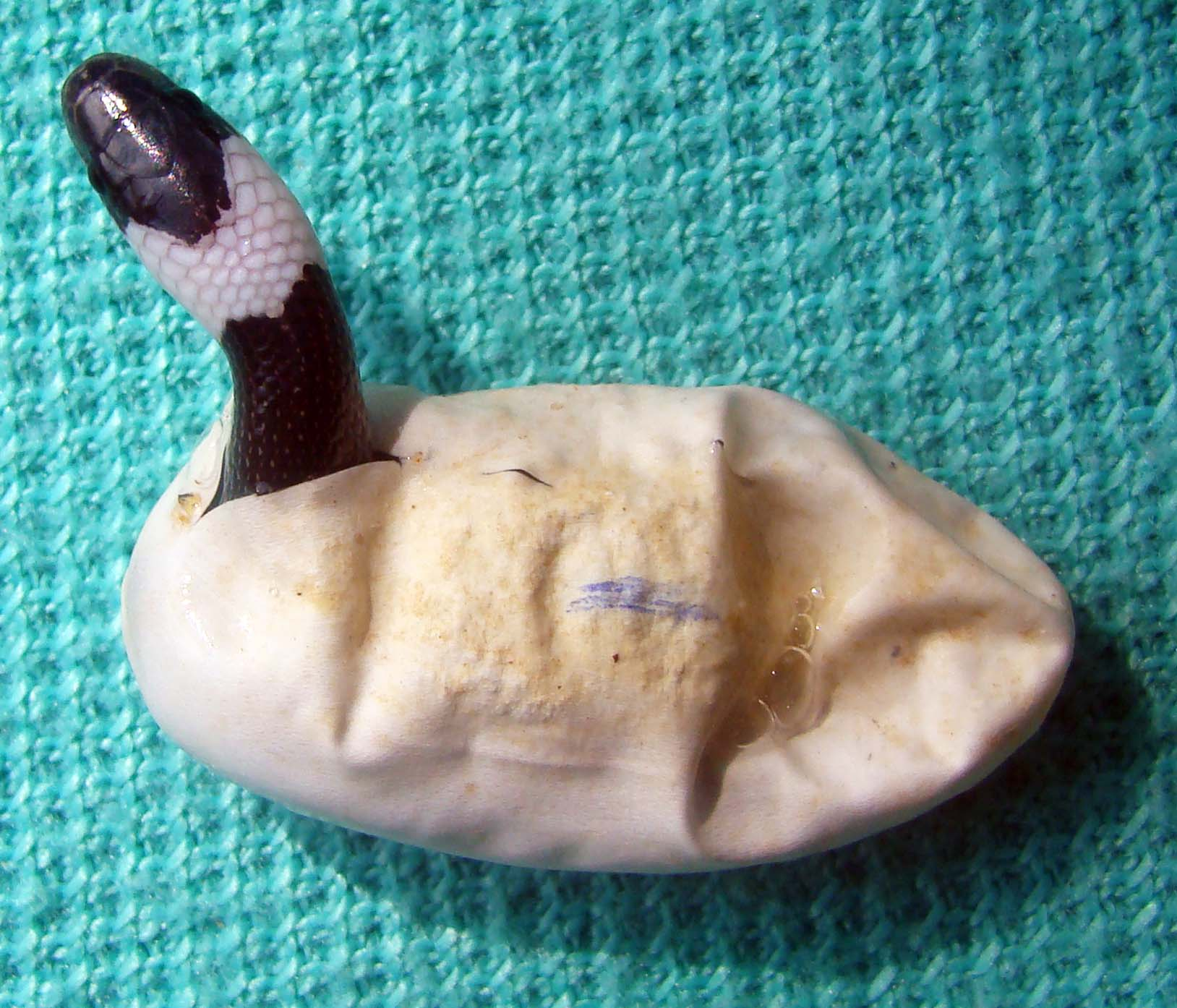
Jeune serpent sortant de sa coquille souple.
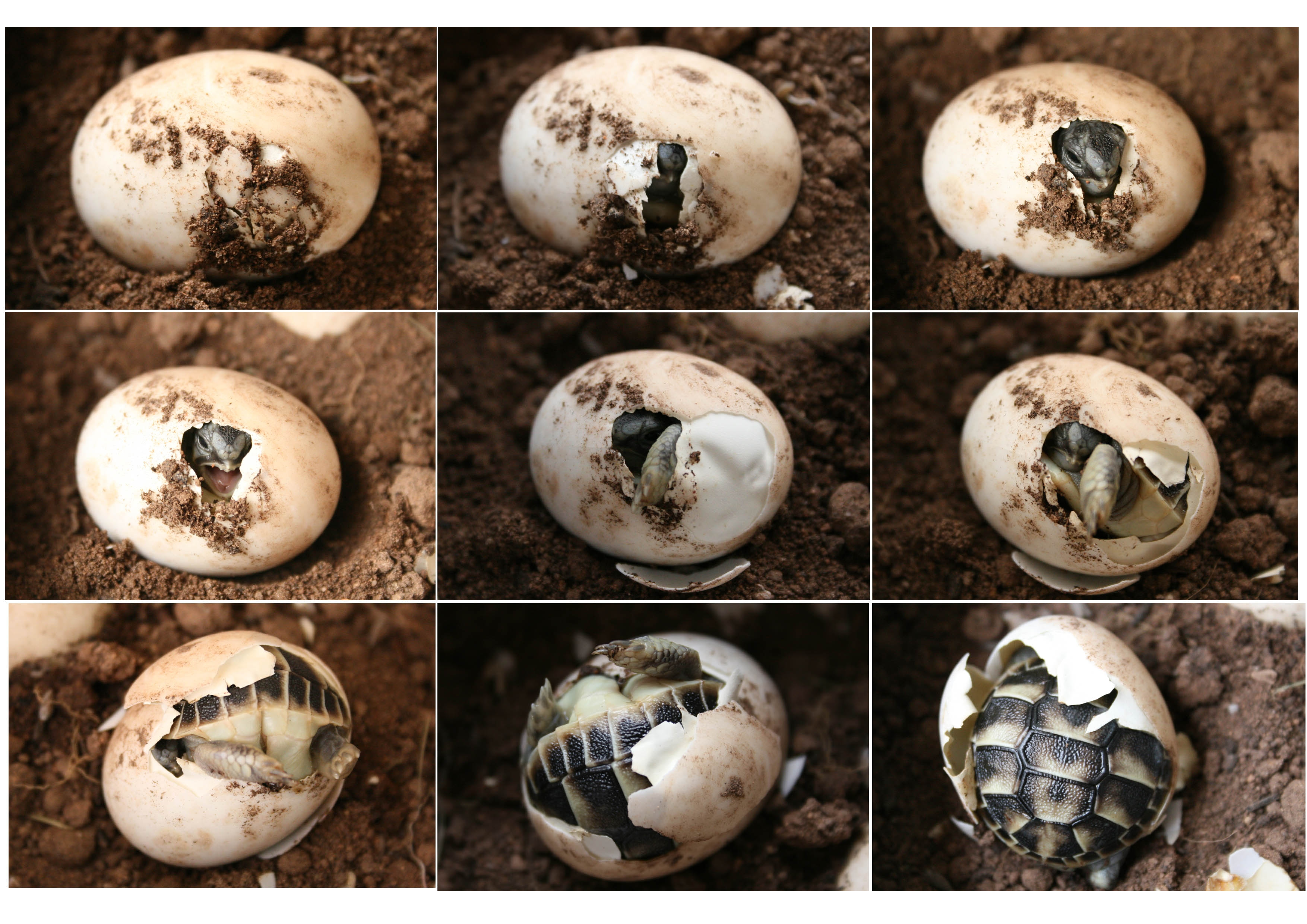
Jeune tortue d'Hermann brisant sa coquille.
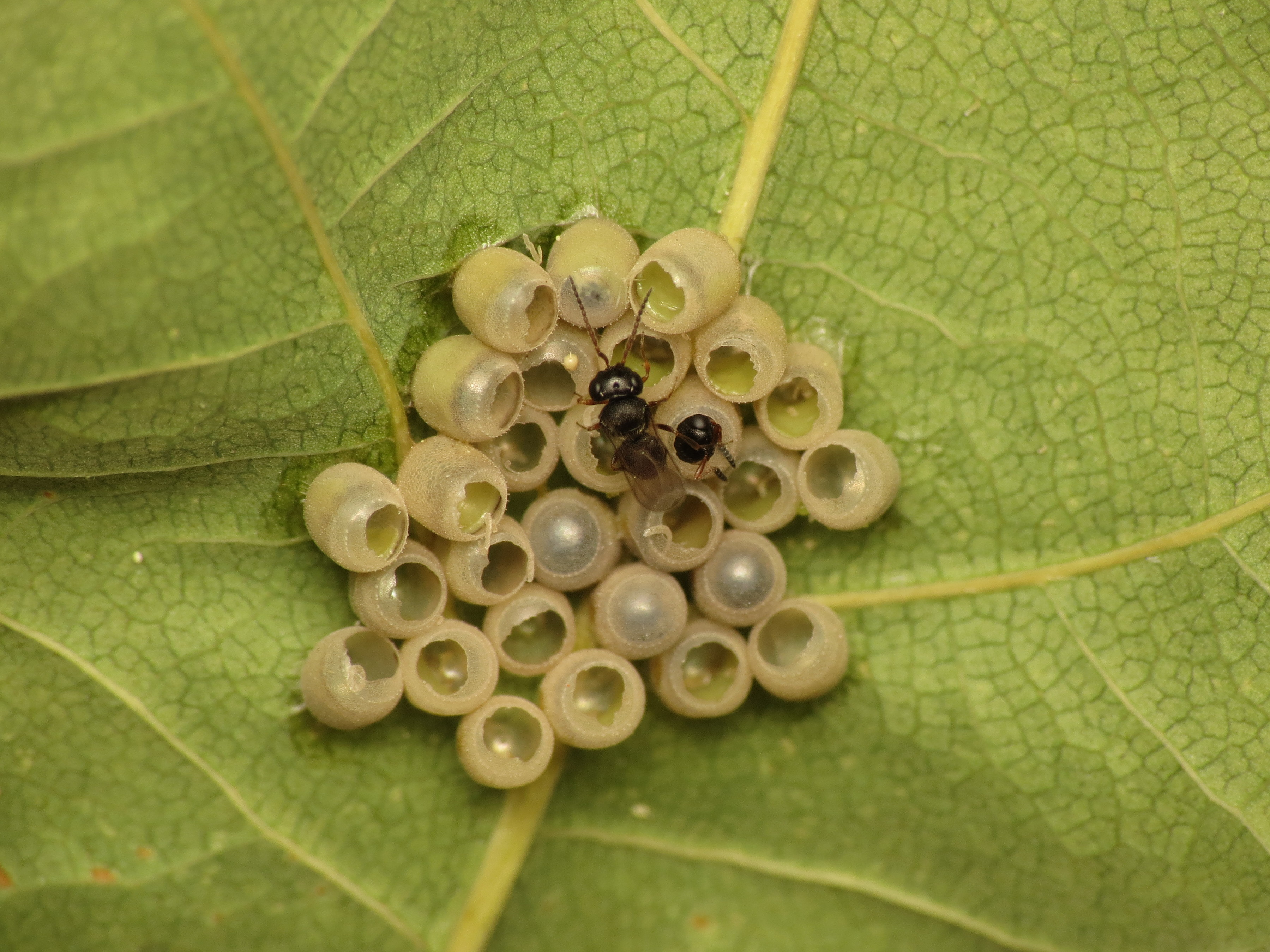
Coquilles d'œufs d'insectes vidées par des hyménoptères parasites (Trissolcus sp.).

## Utilisation
La coquille d'œuf de poule est le principal déchet des casseries d'œufs. Elle peut être broyée et utilisée comme amendement calcique dans les champs, grâce à sa richesse en calcium.
La coquille d'œuf est parfois utilisée en décoration, soit brisée et utilisée comme tesselle de mosaïque, soit entière et peinte ou gravée, voire brodée.

## La coquille d'œuf dans la culture

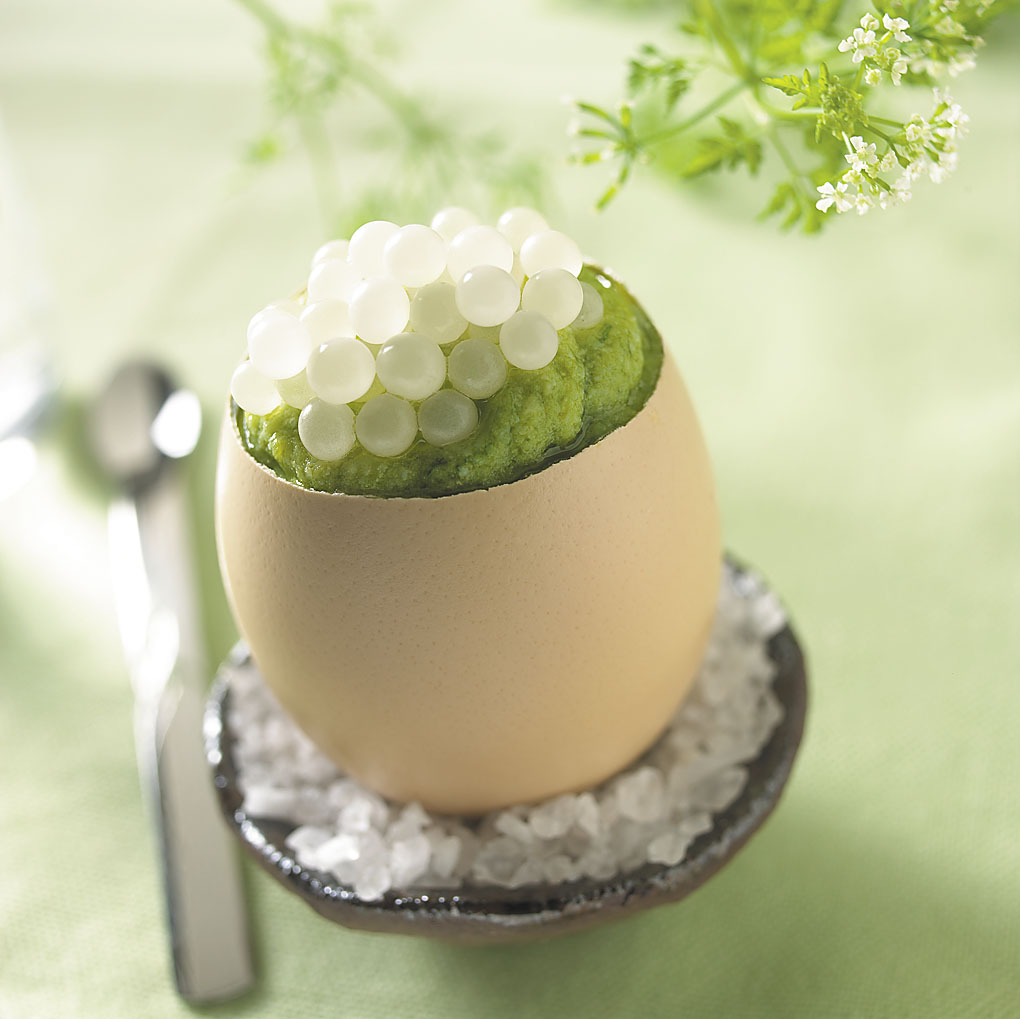
Œufs d'escargot présentés dans une coquille d'œuf de poule

### Couleur coquille d'œuf
Le commerce de la peinture pour la décoration propose de nombreuses teintes coquille d'œuf : coquille d'œuf, coquille d'œuf. On trouve aussi ce nom en fil à broder : coquille d'œuf.
La coquille d'œuf, même en se limitant à l'œuf de poule, a une teinte sans doute plus variable que la teinte proposée sous son nom, comme il arrive assez souvent dans le domaine des noms et adjectifs de couleur qui se réfèrent à un produit naturel. La couleur de la coquille est presque uniquement d'origine génétique, elle s'apprécie par rapport à des nuanciers ou par mesure colorimétrique.

### Dans les médias
Le poussin de dessin animé Calimero porte comme couvre-chef une demi-coquille d'œuf à bords brisés.